# Ivan Petrovics Pavlov
Ivan Petrovics Pavlov (oroszul: Иван Петрович Павлов) (Rjazany, 1849. szeptember 26. – Leningrád, 1936. február 27.) orosz származású szovjet neurológus és fiziológus, aki a klasszikus kondicionálás, illetve a feltételes reflex jelenségének felfedezéséért 1904-ben orvostudományi Nobel-díjban részesült.

## Tanulmányai

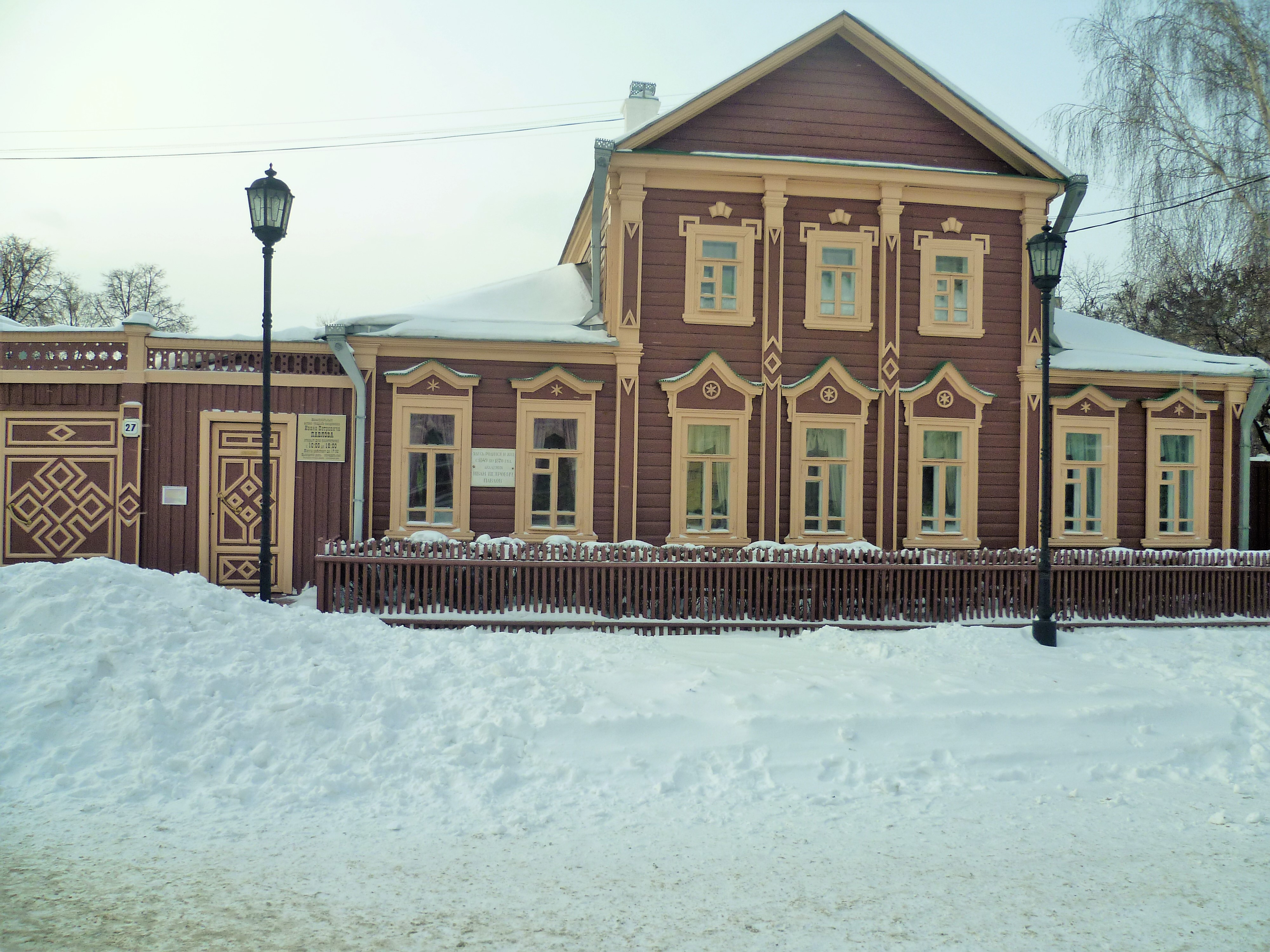
A Pavlov család múzeummá alakított háza Rjazanyban

Ivan Petrovics Pavlov 1849. szeptember 26-án (az Oroszországban akkor érvényben lévő julián naptár szerint 14-én) született Rjazanyban Pjotr Dmitrijevics Pavlov falusi pópa és felesége, Varvara Ivanovna Uszpenszkaja tizenegy gyermeke közül az elsőként. A többi gyerekhez hasonlóan sokat csónakázott, úszott, gorodkit játszott és besegített a háztartásban és a kertben. Hétévesen már tudott olvasni, de ekkor egy fal tetejéről leesett a kövezetre; hosszas lábadozása miatt csak 11 évesen kezdett el iskolába járni.
Először a rjazanyi egyházi iskolába, majd a papi szemináriumba járt. 1870-ben, utolsó évében elolvasta Ivan Szecsenov könyvét az agyidegek reflexeiről és ennek hatására úgy döntött, hogy idegélettannal fog foglalkozni. Félbehagyta a szemináriumot és beiratkozott a Szentpétervári Egyetem jogi szakára (szeminaristák csak bizonyos fakultásokra jelentkezhettek), majd 17 nap múlva átjelentkezett a fizika és matematika fakultásara, ahol az egyéb természettudományokat (főleg az élettant) is oktatták. Kutatási dolgozatát a hasnyálmirigy beidegzéséről az egyetem aranyéremmel jutalmazta. 1875-ben megkapta diplomáját és tanulmányait a Orvosi-Sebészeti Akadémián folytatta, ahol többek között korábbi egyetemi tanárától, Ilja Faggyejevics Ciontól tanulta meg virtuóz sebészeti technikáját (Ciont röviddel később elüldözték az Akadémiáról és Franciaországban folytatta pályafutását).
Pavlov 1879-ben kitüntetéssel fejezte be az Akadémiát, amelyre ezt követően elnyert egy ösztöndíjat is, hogy kutatásait folytathassa. Ezzel párhuzamosan a híres orvos, Szergej Petrovics Botkin klinikájának élettani laboratóriumában is dolgozott. 1883-ban megvédte doktori disszertációját, melynek témája a "A szív centrifugális idegei" volt.

## Pályafutása

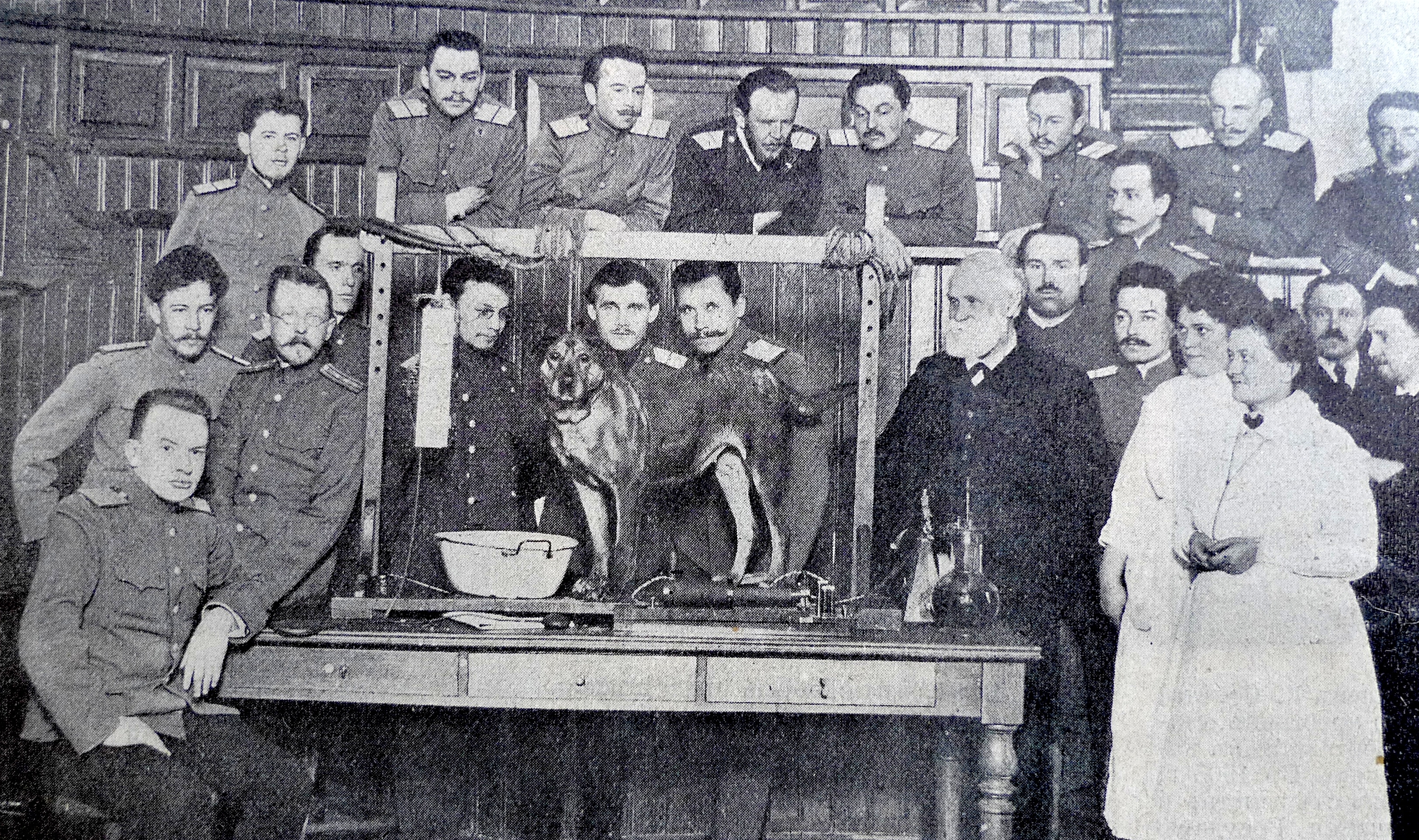
Pavlov és munkatársai 1913-ban

Doktorátusa megszerzése után Pavlov Németországba utazott, ahol híres élettan professzorok laboratóriumaiban dolgozott: Carl Ludwignál Lipcsében és Rudolf Heidenhainnál Breslauban. Heidenhain kutyákon kísérletezett, az emésztőrendszerüket tanulmányozta és kidolgozta a sipolytechnikát, amivel a gyomortartalmat kivezette a külvilágba. Pavlov tökéletesítette a módszert, így a kivezetett rész megtartotta beidegzését. Két év után 1886-ban visszatért Oroszországba és megpályázta a Szentpétervári Egyetem élettanprofesszori állást, de elutasították. A Tomszki és a Varsói Egyetemek is ajánlottak neki tanári állást, de Pavlov végül az Orvosi-Sebészeti Akadémia (amit időközben átneveztek Katonai Orvosi Akadémiává) farmakológia professzora lett. 1891-ben felajánlották neki a Kísérletes Orvostudományi Intézet élettani laboratóriumának vezetését; ezt a feladatot Pavlov 45 éven át, élete végéig ellátta és a laboratóriumot az élettani kutatások egyik világszerte ismert központjává fejlesztette. 1895-ben az akadémián a farmakológiai katedrát felcserélte az élettanival; ezt feladatot is három évtizeden keresztül, 1925-ig látta el. A bolsevik hatalomátvétel után az új szovjet rendszer is támogatta munkáját, maga Lenin is elismerően nyilatkozott Pavlovról. Az idős tudós több esetben is kritizálta a rendszert. 1927-ben levelet írt Sztálinnak, amelyben felhánytorgatta az orosz értelmiség elnyomását, 1934-ben pedig a Kirov-gyilkosság után a tömeges letartóztatások ellen tiltakozott Molotovnál, és kérte az általa is ismert vádlottak szabadon engedését. Halála után az állami propaganda a szovjet tudomány képviselőjének kiáltotta ki Pavlovot, és sikereit a szovjet ideológia felsőbbrendűségének tulajdonították.

## Eredményei

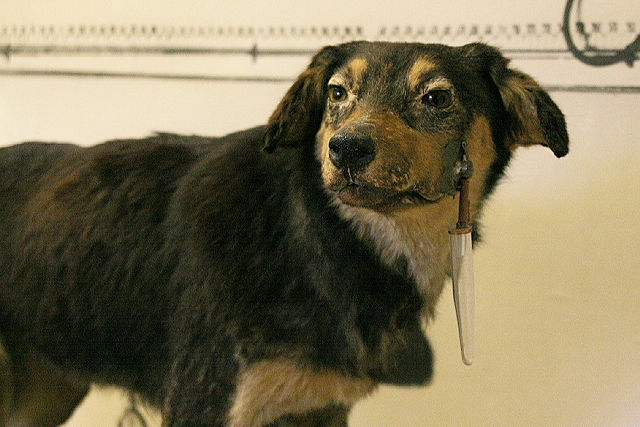
Pavlov egyik kitömött kísérleti kutyája

Pavlov pályafutása kezdetén az emésztőrendszer működését tanulmányozta. A korábbi "akut" élveboncolós állatkísérletekkel szemben bevezette a "krónikus" vizsgálatokat, amelyekben az állatokat hosszú időn keresztül, jó körülmények között tartotta és a sipolyokon keresztül kivezetett, különböző elválasztott testfolyadékokat (nyál, emésztőnedv, stb) mérte. A feltételes reflex felfedezéséhez vezető klasszikus kísérleteit a Kísérletes Orvostudományi Intézetben végezte. Kutyák emésztési funkcióit vizsgálta és ehhez nyálmirigyeik termékét kivezette a külvilágba, hogy elemezni tudja a különböző körülmények között termelt nyál mennyiségét és minőségét. Észrevette, hogy a nyáltermelés már azelőtt megindul, hogy a kutyák a szájukba vették volna az ételt és vizsgálni kezdte ezt az általa "pszichikai szekréciónak"(elválasztás) nevezett jelenséget. Az ételadással egyidejűleg megszólaltatott egy villanycsengőt (a csengő a legismertebb, de több ingerrel is kísérletezett, többek között metronómmal, hangvillával, vagy áramütéssel, fénnyel), ezt néhányszor megismételte, majd megfigyelte, hogy a kutyák nyáltermelése már a csengő hangjára is megindult, akkor is ha nem kaptak ételt. Ezt úgy magyarázta, hogy kiépült egy idegi kapcsolat, egy feltételes reflex a csengőhangot érzékelő agy és a nyálmirigyet működtető idegek között.
12 éves munkájának eredményét 1897-ben publikálta egy monográfiában, majd 1903-ban a madridi 14. Nemzetközi Orvoskongresszuson közzétette az emésztőrendszer idegi szabályozásáról kialakított elméletét, amelyben kifejtette a feltételes és feltétlen reflexek által alkotott rendszerét és amellyel létrehozta a modern idegélettan alapjait.
1904-ben neki ítélték az orvostudományi Nobel-díjat "az emésztés élettanának terén végzett munkája elismeréséül, amelynek eredményeképpen ezen tudományterület létfontosságú elemeiről alkotott tudásunk megváltozott és kibővült". Pavlovot a Nobel-díj megalapítása (1901) óta minden évben jelölték a kitüntetésre (1901-ben pl. 32-en).
A feltételes reflex és a klasszikus kondicionálás koncepciója megváltoztatta az emberi viselkedéskutatást is és az amerikai John B. Watson és B. F. Skinner erre alapozva fejlesztette ki a pszichológia behaviorista irányzatát. Bertrand Russell brit filozófus is lelkes támogatója volt a pavlovi elméletnek, amely természettudományos alapokra helyezte a gondolkodás kutatását. Idővel a populáris kultúrába is beszivárgott a pavlovi reflexeken alapuló viselkedés gondolata; nagy jelentőséget kap például Aldous Huxley Szép új világ c. antiutópikus regényében.

## Elismerései
- 1903 Cothenius-érem (Németország)
- 1904 Orvosi Nobel-díj
- 1915 Copley-érem
- 1915 Francia Becsületrend
- Szent Anna-rend I. fokozat
- Szent Anna-rend II. fokozat

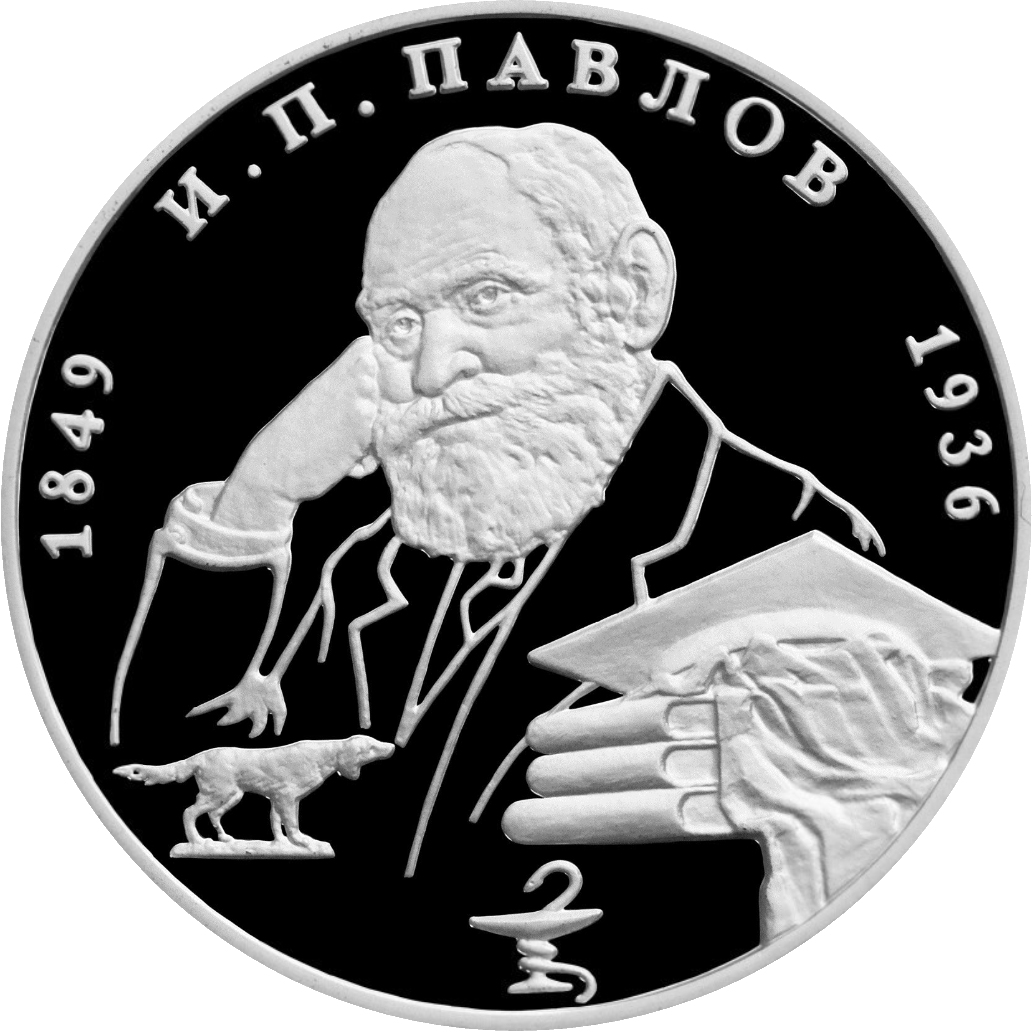
A Pavlov emlékére 1999-ben kiadott kétrubeles érme

- Szent Sztanyiszlav-rend I. fokozat
- Szent Sztanyiszlav-rend II. fokozat
- Szent Vlagyimir-rend III. fokozat
- Szent Vlagyimir-rend IV. fokozat

1901-ben levelező, 1907-ben tényleges tagja lett az Orosz Tudományos Akadémiának. Szintén 1907-től tagja volt a brit Royal Society-nek és a Holland Királyi Tudományos és Művészeti Akadémiának.
Róla nevezték el a Szovjet Tudományos Akadémia 1934-ben alapított Pavlov-díját, a Kísérletes Orvostudományi Intézetet, ahol 45 éven át dolgozott, a szentpétervári és a rjazanyi orvostudományi egyetemet, a Leningrádi terület Pavlovo községét, az 1007 Pawlowia aszteroidát, a Pavlov-krátert a Hold túloldalán, ezenkívül számos utcát a volt Szovjetunió különböző településein.

## Családja
Pavlov 1881-ben feleségül vette Szerafima Vasziljevna Karcsevszakaját (1855-1947). Pavlov szülei ellenezték a házasságot, egyrészt a menyasszony zsidó származása miatt, másrészt mert nekik már volt jelöltjük egy gazdag pétervári tisztviselő lányának személyében. Házasságuk első éveiben állandó anyagi gondokkal küzdöttek, volt hogy Ivan öccsénél (aki Mengyelejev asszisztense volt) húzták meg magukat, vagy csak külön házakban találtak szállást. Egy vetélés és egy csecsemőkorban meghalt gyerek után még négy gyerekük született: Vlagyimir, Viktor, Vszevolod és Vera.
Ivan Petrovics Pavlov 1936. február 27-én halt meg Leningrádban, tüdőgyulladás következtében. Állami temetésben részesült, nagyszabású ceremónia kíséretében. A Tauriai-palotában felállított koporsójánál az Akadémia és különböző egyetemek, kutatóintézetek tagjai álltak díszőrséget.

## Magyarul megjelent művei
- Pavlov fiziológiai előadásai a központi idegrendszerről s a nagyagyféltekéről 1912–1913; ford. Szentgyörgyi Gusztáv; Gyógypedagógiai Tanárképző Főiskola, Bp., 1951 (Szovjet speciálpedagógiai jegyzetek)
- Pavlov válogatott művei; ford. Mezei Árpád; Akadémiai, Bp., 1951
- Előadások a nagyagyféltekék működéséről; szerk., tan. K. M. Bikov, ford. Mezei Árpád; Akadémiai, Bp., 1953
- I. P. Pavlov válogatott művei; tan. L. A. Orbeli, ford. Freisinger Ferenc; Akadémiai, Bp., 1953

### Összkiadás
Pavlov összes műveinek kiadására – minden valószínűség szerint a második, 1951 és 1952 között megjelent szovjet összkiadás alapján – 1954 és 1958 között került sor Freisinger Ferenc fordításában; az első és az ötödik (utolsó) kötet azonban végül nem jelent meg.
- I. P. Pavlov összes művei II/1: Az emésztés fiziológiájára vonatkozó cikkek (1877–1896), ford. Freisinger Ferenc, szerk. Hetényi Géza, Bp., Akadémiai, 1954
- I. P. Pavlov összes művei II/2: Az emésztés fiziológiájára vonatkozó cikkek (1897–1911), ford. Freisinger Ferenc, szerk. Lissák Kálmán, Bp., Akadémiai, 1954
- I. P. Pavlov összes művei III/1: Az állatok magasabbrendű idegműködése objektív tanulmányozásának húszéves tapasztalata I–XXXV, ford. Freisinger Ferenc, szerk. Lissák Kálmán, Bp., Akadémiai, 1954
- I. P. Pavlov összes művei III/2: Az állatok magasabbrendű idegműködése objektív tanulmányozásának húszéves tapasztalata XXXVI–LXIII, ford. Freisinger Ferenc, szerk. Lissák Kálmán, Bp., Akadémiai, 1956
- I. P. Pavlov összes művei IV: Előadások a nagyagy-féltekék működéséről, ford. Freisinger Ferenc, szerk. Lissák Kálmán, Bp., Akadémiai, 1958

## Fordítás
- Ez a szócikk részben vagy egészben  az   Ivan Pavlov című angol Wikipédia-szócikk ezen változatának fordításán alapul.  Az eredeti cikk szerkesztőit annak laptörténete sorolja fel. Ez a jelzés csupán a megfogalmazás eredetét és a szerzői jogokat jelzi, nem szolgál a cikkben szereplő információk forrásmegjelöléseként.